# Memoriał Bronisława Idzikowskiego i Marka Czernego 1986
Memoriał im. Bronisława Idzikowskiego i Marka Czernego 1986 – 19. edycja turnieju w celu uczczenia pamięci polskiego żużlowca Bronisława Idzikowskiego i Marka Czernego, który odbył się dnia 7 września 1986 roku i był on jednocześnie turniejem o Puchar Gazety Częstochowskiej. Turniej wygrał Wojciech Żabiałowicz.

## Wyniki
- Częstochowa, 7 września 1986
- NCD:
- Sędzia: Lucjan Nowak

| Msc. | Zawodnik                  | Klub           | Pkt |             |  |
| ---- | ------------------------- | -------------- | --- | ----------- |  |
| 1    | (15) Wojciech Żabiałowicz | Toruń          | 15  | (3,3,3,3,3) |  |
| 2    | (13) Jerzy Kochman        | Świętochłowice | 12  | (d,3,3,3,3) |  |
| 3    | (5) Józef Kafel           | Częstochowa    | 11  | (3,2,w,3,3) |  |
| 4    | (10) Dariusz Bieda        | Częstochowa    | 10  |             |  |
| 5    | (11) Henryk Bem           | Rybnik         | 10  |             |  |
| 6    | (1) Marek Cieślak         | Częstochowa    | 8   |             |  |
| 7    | (6) Henryk Jasek          | Tarnów         | 8   |             |  |
| 8    | (2) Leszek Matysiak       | Świętochłowice | 8   |             |  |
| 9    | (9) Marek Bzdęga          | Leszno         | 6   |             |  |
| 10   | (16) Zygmunt Nocuń        | Częstochowa    | 5   |             |  |
| 11   | (14) Piotr Pyszny         | Rybnik         | 5   |             |  |
| 12   | (3) Vlastimil Červenka    | Czechosłowacja | 5   |             |  |
| 13   | (8) Mieczysław Woźniak    | Gniezno        | 4   |             |  |
| 14   | (7) Adam Pawliczek        | Rybnik         | 4   |             |  |
| 15   | (12) Stanislav Kučera     | Czechosłowacja | 4   |             |  |
| 16   | (4) Grzegorz Sterna       | Leszno         | 4   |             |  |
|      | rez. Andrzej Puczyński    | Częstochowa    | 1   |             |  |

## Ciekawostki
- Po zawodach rozegrano bieg dodatkowy o Puchar 100-lecia Przędzalni Czesankowej Wełnopol, w którym zwyciężył Wojciech Żabiałowicz.